# 1830-е годы
1830-е годы — десятилетие, включающее года с 1830 по 1839.
1830-е (ты́сяча восемьсо́т тридца́тые) го́ды по григорианскому календарю — промежуток времени с 1 января 1830 года по 31 декабря 1839 года, включающий 1830 год 3-го десятилетия   и с 1831 по 1839 годы    4-го десятилетия XIX века 2-го тысячелетия.  Они закончились 186 лет назад.

## События

«Свобода, ведущая народ» (1831; Делакруа)

- Июльская революция во Франции (1830) установила период Июльской монархии, повлияла на проведение конституционных реформ в Германском союзе. Французская армия завоевала колонию Французский Алжир (июль 1830—1862). Французский Иностранный легион (1831). Восстание Абд аль-Кадира в Алжире (1832—1847).
- В Великобритании бунты направленные на уничтожение молотилок (1830; Swing Riots). Избирательная реформа (1832). Закон об отмене рабства (1833; Slavery Abolition Act)[1][2][3]. Поправка к закону о бедных (1834). Чартизм (1836—1848; Newport Rising).
- Бельгийская революция (1830—1831) против господства Нидерландов. Лондонский договор (1839) установил признание независимости Бельгии и Люксембурга европейскими государствами.
- Польское восстание (1830) против господства Российской империи на территории царства Польского, Литвы, частично Белоруссии и Правобережной Украины. Холерные бунты (1830—1831) в центральной части Российской империи. Дело «Виксена» (1836) в ходе Кавказской войны (1817—1864). Имам Шамиль (1834—1859) объединяет разрозненные племена Восточного Кавказа.
- Федерация Великая Колумбия (1819—1831) распалась после выхода из неё Венесуэлы, Эквадора и Новой Гранады. Война Фаррапус в Бразилии (1835—1845).
- Переселение пяти цивилизованных племён (1831; «Дорога слёз»). Орегонский путь. Уничтожение бизонов.
- Турецко-египетская война (1831—1833). Боснийское восстание (1831).
- Голод Тэмпо в Японии (1833—1837). Восстание Осио Хэйхатиро (1837). Голод в Индии (1837—1838; Agra famine).
- Первая карлистская война (1833—1839; Карлисты). Официально отменена Испанская Инквизиция (1834).
- Война за независимость Техаса (1835—1836). Битва за Аламо (1836). Мичиган становится 26-м штатом США (1837). Первое трансатлантическое использование пароходов в ходе Первой французской интервенции в Мексику (1838—1839).
- «Викторианская эпоха» (1837—1901). «Восстание Патриотов» в Нижней Канаде против британского господства (1837—1838). Великое переселение из Англии в Канаду (1815—1850; Great Migration of Canada). Первая англо-афганская война (1839—1842).
- Соединённые Провинции Центральной Америки распались в ходе гражданской войны (1838—1840). Образовались Гватемала, Гондурас, Сальвадор, Никарагуа и Коста-Рика.

## Культура

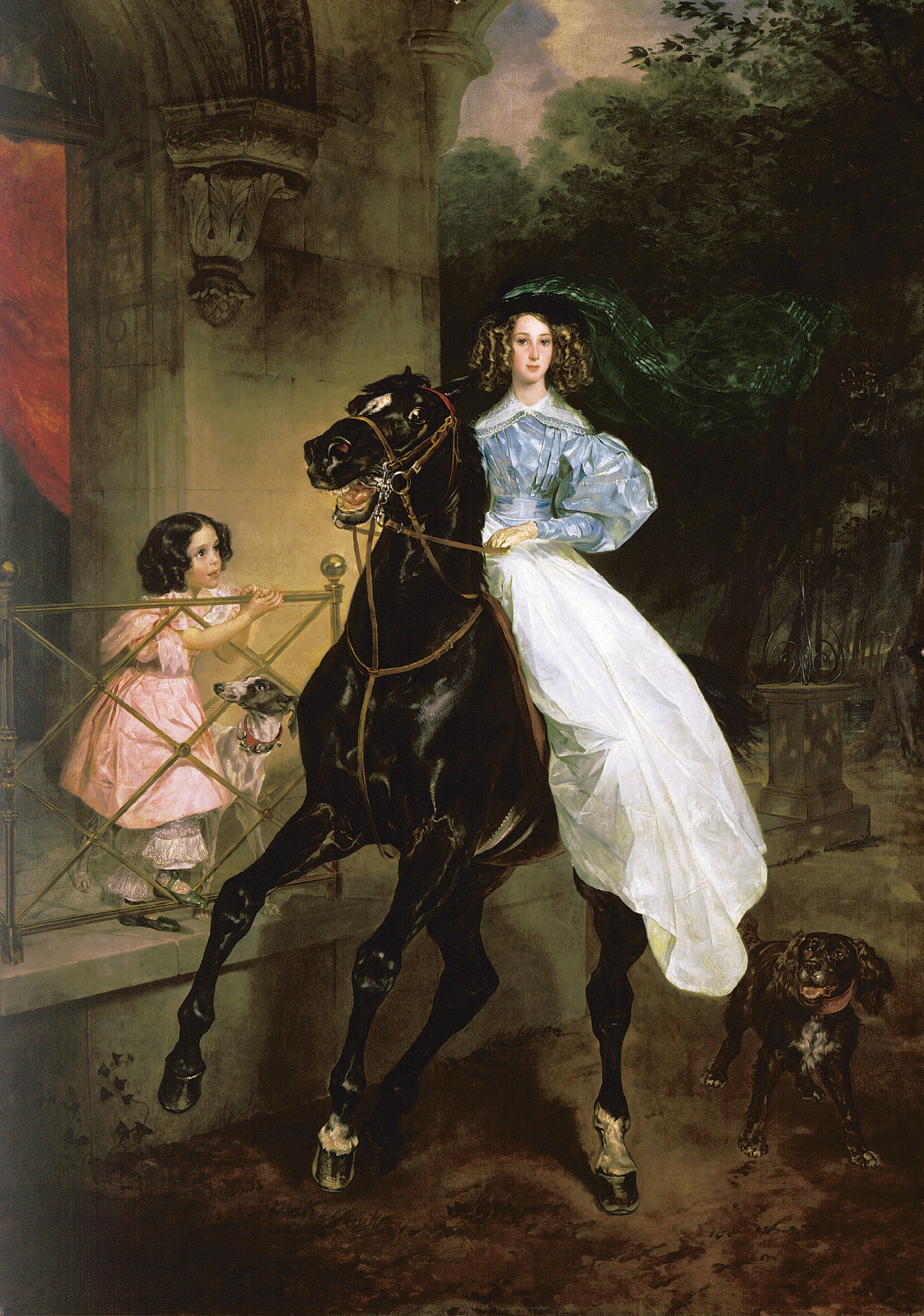
«Всадница» (1832; Брюллов)

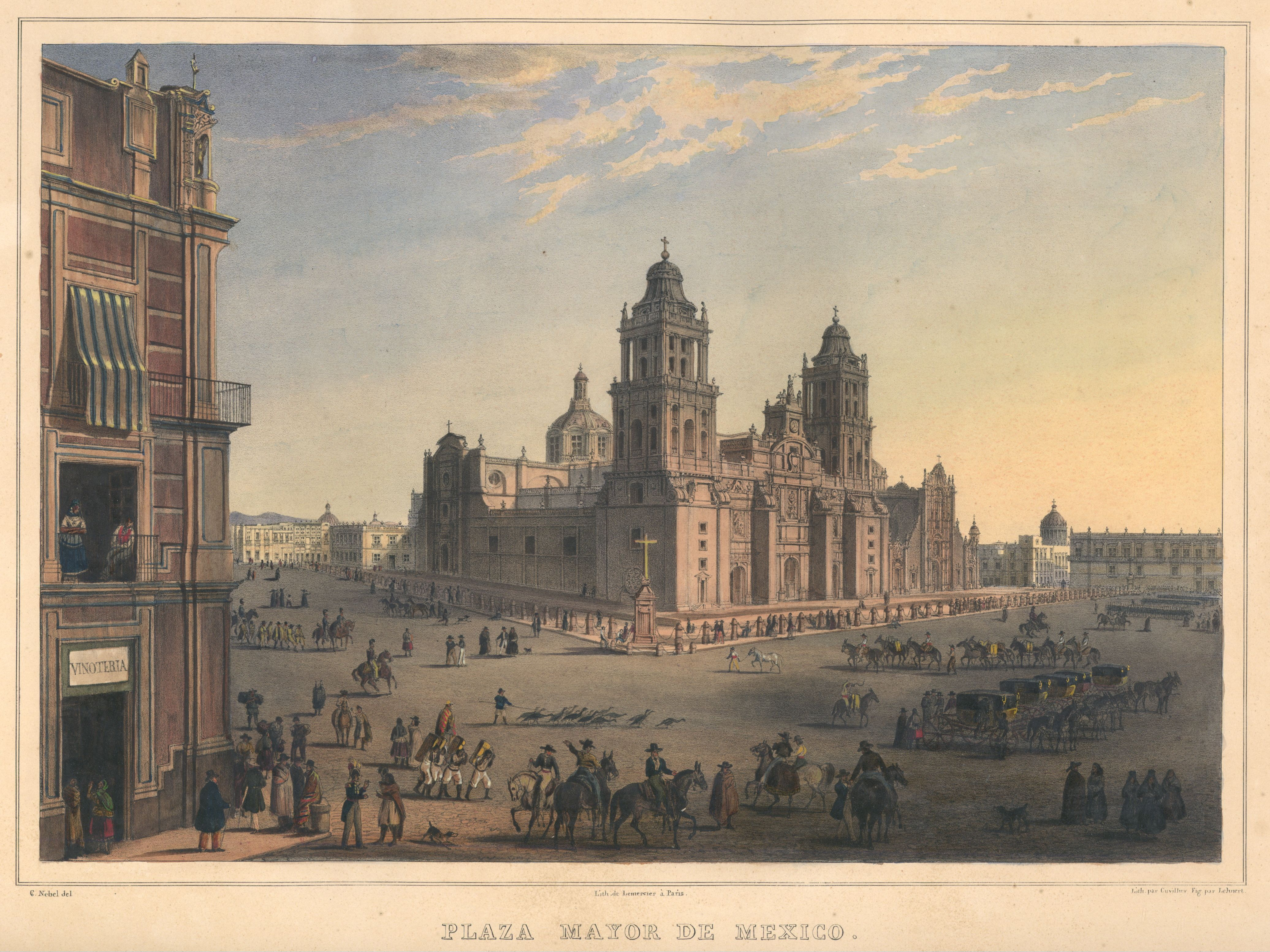
Кафедральный собор в Мехико

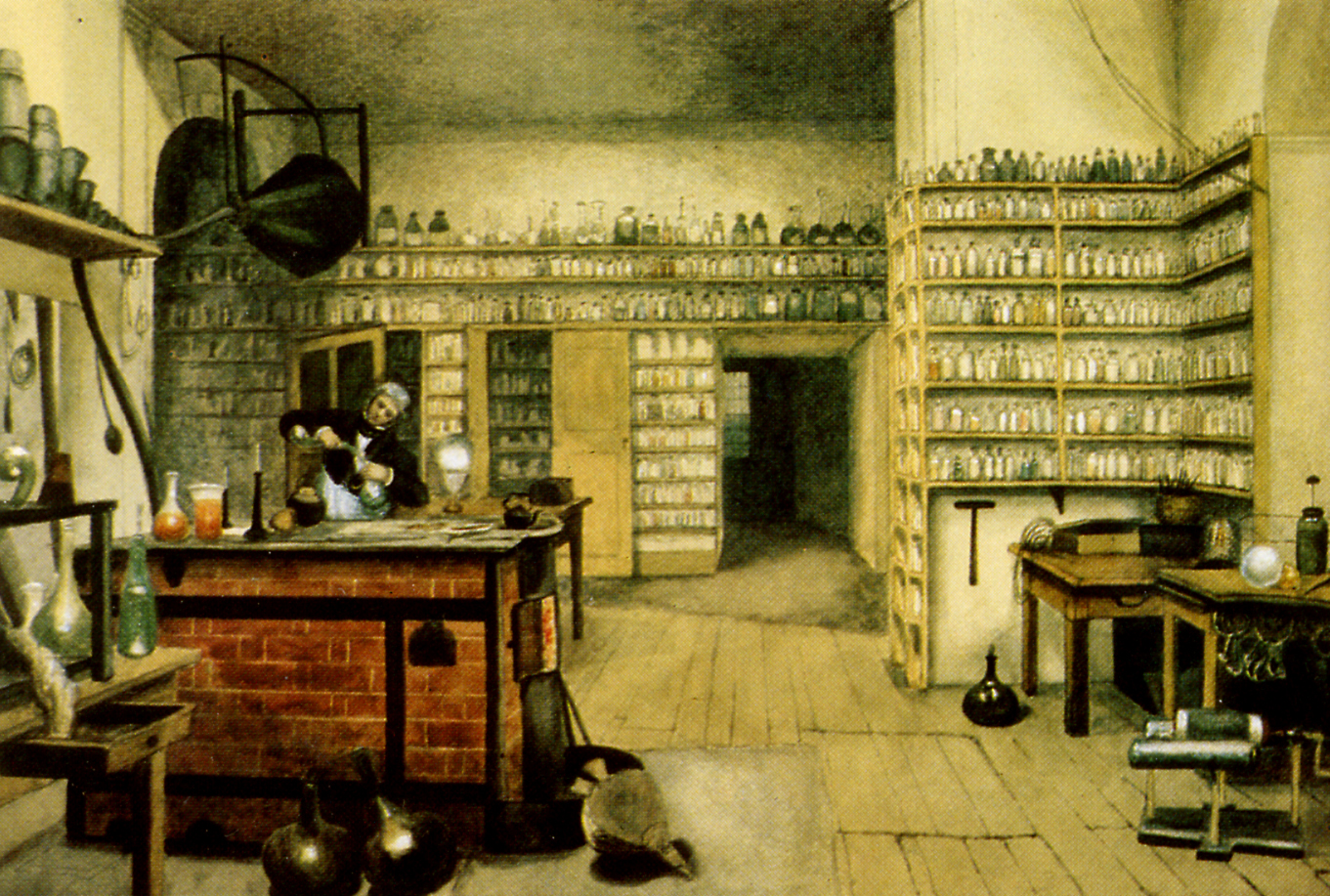
Фарадей за опытами в лаборатории

- Триумфальная арка в Париже (1836).

### Живопись
- Брюллов, Карл Павлович (1799—1852). «Последний день Помпеи» (1833).

### Музыка
- Шопен, Фредерик (1810—1849). Концерт для фортепиано с оркестром № 1 (1830).
- Берлиоз, Гектор (1803—1869). «Фантастическая симфония» (1830).
- Доницетти, Гаэтано (1783—1842). «Любовный напиток» (1832).
- Глинка, Михаил Иванович (1804—1857). «Жизнь за царя» (1836).
- Варламов, Александр Егорович (1801—1848).

### Наука и техника
- Швейная машинка (швейная фабрика — 1830; Бартелеми Тимонье)
- Пассажирский железнодорожный маршрут (1830; История железнодорожного транспорта). Паровоз Черепановых (1833).
- Хлороформ (1831; Либих).
- Электромагнитная индукция (1831; Майкл Фарадей).
- Лайель, Чарлз (1797—1875). «Основы геологии» (1833).
- Ранке, Леопольд фон (1795—1886). «Великие державы» (1833).
- «Звездопад 1833 года». (Леониды).
- Электромотор (первый практически пригодный — 1834, Борис Семёнович Якоби).
- Жатка Маккормика (патент — 1834)
- Бензол получен в чистом виде (1834; Эйльхард Мичерлих).
- Теория вращения твёрдого тела вокруг неподвижной точки (1834; Луи Пуансо).
- Сила Кориолиса (1835; Кориолис).
- Русская система мер упорядочена (1835).
- Револьвер (массовое производство капсюльных револьверов — 1836, Сэмюэл Кольт).
- Фотография методом дагеротипии (1839; Луи Даге́р).
- Клеточная теория (1839; Шванн).